# Berdísxevo
Berdísxevo (en rus: Бердищево) és un poble de l'óblast de Vladímir, a Rússia, segons el cens del 2012 tenia 16 habitants. Pertany al districte municipal de Múrom.